# Pablo Aránguiz
Pablo Mauricio Aránguiz Salazar, noto semplicemente come Pablo Aránguiz (Independencia, 17 marzo 1997), è un calciatore cileno, centrocampista dell'Unión Española e della nazionale cilena.

## Carriera

### Club
Cresciuto nell'Unión Española, con cui ha esordito nel 2015, sotto la guida di Martín Palermo si è imposto come titolare nel ruolo. Il 24 luglio 2018, dopo tre stagioni trascorse in prima squadra, viene acquistato dal FC Dallas, con cui firma un triennale.
Il 28 luglio 2019 fa ritorno all'Unión Española, questa volta in prestito.

### Nazionale
Ha giocato nelle nazionali giovanili cilene Under-20 ed Under-23.
Nel 2021 ha esordito nella nazionale maggiore.

## Statistiche

### Cronologia presenze e reti in nazionale
| Cronologia completa delle presenze e delle reti in nazionale ― Cile | Cronologia completa delle presenze e delle reti in nazionale ― Cile | Cronologia completa delle presenze e delle reti in nazionale ― Cile | Cronologia completa delle presenze e delle reti in nazionale ― Cile | Cronologia completa delle presenze e delle reti in nazionale ― Cile | Cronologia completa delle presenze e delle reti in nazionale ― Cile | Cronologia completa delle presenze e delle reti in nazionale ― Cile | Cronologia completa delle presenze e delle reti in nazionale ― Cile |
| Data                                                                | Città                                                               | In casa                                                             | Risultato                                                           | Ospiti                                                              | Competizione                                                        | Reti                                                                | Note                                                                |
| ------------------------------------------------------------------- | ------------------------------------------------------------------- | ------------------------------------------------------------------- | ------------------------------------------------------------------- | ------------------------------------------------------------------- | ------------------------------------------------------------------- | ------------------------------------------------------------------- | ------------------------------------------------------------------- |
| 18-6-2021                                                           | Cuiabá                                                              | Cile                                                                | 1 – 0                                                               | Bolivia                                                             | Coppa America 2021 - 1º turno                                       | -                                                                   | 84’                                                                 |
| Totale                                                              |                                                                     | Presenze                                                            | 1                                                                   |                                                                     | Reti                                                                | 0                                                                   |                                                                     |